# Констанция Португальская
Конста́нция Португа́льская (порт. Constança de Portugal, исп. Constanza de Portugal, 3 января 1290 — 18 ноября 1313, Саагун) — королева Кастилии и Леона.

## Биография
Констанция была дочерью португальского короля Диниша Земледельца и его жены Изабеллы Святой. Уже в 1291 г. Диниш заключил с кастильским королём Санчо Смелым договор, по которому Констанция должна была стать женой кастильского инфанта Фердинанда. Впоследствии это условие неоднократно подтверждалось, и в 1302 г. в Вальядолиде была сыграна свадьба.
В Кастилии юная королева окунулась в мир придворных интриг и феодальных распрей. Кроме того, она выполняла поручения португальского двора. В 1312 г. Фердинанд умер, и Констанция приняла участие в борьбе за регентство при своём сыне. Впрочем, королевой-матерью она пробыла недолго и скончалась через год после мужа. Похоронена в Саагуне.

## Дети
- Элеонора (1307—1359) — королева Арагона, жена Альфонсо IV.
- Констанция (1308—1310) — умерла в младенчестве.
- Альфонсо (1311—1350) — король Кастилии и Леона.